# Copa América de Voleibol de 2000
A Copa América de Voleibol de 2000 foi a 3.ª edição deste torneio organizado anualmente pela Confederação Sul-Americana de Voleibol (CSV) e pela Confederação da América do Norte, Central e Caribe de Voleibol (NORCECA). O torneio aconteceu entre os dias 11 e 20 de agosto em São Bernardo do Campo e a partir desta edição, passou a se concentrar em uma única cidade.
Apesar de fechar a primeira fase com 100% de aproveitamento e apontado como um dos favoritos, o Brasil acabou sendo superado por Cuba na final, que ganhou o seu primeiro título, encerrando uma hegemonia brasileira desde a primeira edição em 1998.

## Formato de disputa
A primeira fase reuniu as seis seleções em um único grupo, com os duelos rolando em uma única etapa. As quatro melhores classificadas disputaram a fase final em cruzamento olímpico entre semifinal, disputa do bronze e final.
Para critérios de sistema de pontos, o placar de 3-0 ou 3-1 garantiu três pontos para a equipe vencedora e nenhum para a equipe derrotada; já o placar de 3-2 garantiu dois pontos para a equipe vencedora e um para a perdedora.

## Primeira fase
Classificação
|  |                                 |
|  | Classificados para a semifinal. |

|     |                |     | Jogos | Jogos | Jogos | Resultados | Resultados | Resultados | Resultados | Resultados | Resultados | Sets | Sets | Sets   | Pontos | Pontos | Pontos |
| Pos | Equipe         | Pts | T     | V     | D     | 3–0        | 3–1        | 3–2        | 2–3        | 1–3        | 0–3        | V    | P    | R      | V      | P      | R      |
| --- | -------------- | --- | ----- | ----- | ----- | ---------- | ---------- | ---------- | ---------- | ---------- | ---------- | ---- | ---- | ------ | ------ | ------ | ------ |
| 1   | Brasil         | 15  | 5     | 5     | 0     | 4          | 1          | 0          | 0          | 0          | 0          | 15   | 1    | 15,000 | 394    | 338    | 1.166  |
| 2   | Cuba           | 10  | 5     | 3     | 2     | 2          | 1          | 0          | 1          | 0          | 1          | 11   | 7    | 1.571  | 419    | 388    | 1.080  |
| 3   | Argentina      | 8   | 5     | 3     | 2     | 2          | 0          | 1          | 0          | 1          | 1          | 10   | 8    | 1.250  | 397    | 388    | 1.023  |
| 4   | Estados Unidos | 7   | 5     | 2     | 3     | 1          | 1          | 0          | 1          | 1          | 1          | 9    | 10   | 0.900  | 463    | 435    | 1.064  |
| 5   | Canadá         | 5   | 5     | 2     | 3     | 0          | 1          | 1          | 0          | 0          | 3          | 6    | 12   | 0.500  | 370    | 424    | 0.873  |
| 6   | Venezuela      | 0   | 5     | 0     | 5     | 0          | 0          | 0          | 0          | 1          | 4          | 1    | 15   | 0.067  | 335    | 405    | 0.827  |

| Data   | Hora |                | Placar |                | Set 1 | Set 2 | Set 3 | Set 4 | Set 5 | Total   | Relatório |
| ------ | ---- | -------------- | ------ | -------------- | ----- | ----- | ----- | ----- | ----- | ------- | --------- |
| 11 ago | desc | Estados Unidos | 3–0    | Venezuela      | 25–23 | 25–20 | 25–20 |       |       | 75–63   | Resultado |
| 11 ago | desc | Brasil         | 3–0    | Canadá         | 25–16 | 26–24 | 25–22 |       |       | 76–62   | Resultado |
| 12 ago | desc | Argentina      | 3–0    | Venezuela      | 25–14 | 25–21 | 30–28 |       |       | 80–63   | Resultado |
| 12 ago | desc | Brasil         | 3–0    | Cuba           | 25–16 | 26–24 | 25–22 |       |       | 76–62   | Resultado |
| 13 ago | desc | Cuba           | 3–1    | Estados Unidos | 25–22 | 22–25 | 33–31 | 25–20 |       | 105–98  | Resultado |
| 13 ago | desc | Argentina      | 3–0    | Canadá         | 25–19 | 25–18 | 25–19 |       |       | 75–56   | Resultado |
| 14 ago | desc | Canadá         | 3–1    | Venezuela      | 25–21 | 22–25 | 28–26 | 25–23 |       | 100–95  | Resultado |
| 14 ago | desc | Brasil         | 3–0    | Argentina      | 25–21 | 25–17 | 25–20 |       |       | 75–58   | Resultado |
| 15 ago | desc | Cuba           | 3–0    | Canadá         | 25–18 | 25–18 | 25–15 |       |       | 75–51   | Resultado |
| 14 ago | desc | Brasil         | 3–1    | Estados Unidos | 25–23 | 17–25 | 25–23 | 25–23 |       | 92–94   | Resultado |
| 16 ago | desc | Cuba           | 3–0    | Venezuela      | 25–19 | 25–18 | 25–16 |       |       | 75–53   | Resultado |
| 16 ago | desc | Estados Unidos | 3–1    | Argentina      | 25–18 | 18–25 | 25–17 | 25–14 |       | 93–74   | Resultado |
| 17 ago | desc | Canadá         | 3–2    | Estados Unidos | 25–21 | 17–25 | 18–25 | 25–18 | 16–14 | 101–103 | Resultado |
| 17 ago | desc | Brasil         | 3–0    | Venezuela      | 25–23 | 25–22 | 25–16 |       |       | 75–61   | Resultado |
| 17 ago | desc | Argentina      | 3–2    | Cuba           | 25–23 | 21–25 | 25–19 | 24–26 | 15–8  | 110–101 | Resultado |

## Fase final

### Final four
|  | Semifinais     | Semifinais   |   |                | Final          | Final |  |
|  |                |              |   |                |                |       |  |
|  | 19 de agosto   |              |   |                |                |       |  |
|  | Cuba           | 3            |   |                |                |       |  |
|  | Argentina      | 1            |   |                |                |       |  |
|  |                |              |   |                |                |       |  |
|  |                |              |   |                | 20 de agosto   |       |  |
|  |                |              |   |                | Cuba           | 3     |  |
|  |                | Brasil       | 1 |                |                |       |  |
|  |                |              |   |                |                |       |  |
|  |                |              |   |                |                |       |  |
|  |                |              |   |                | Terceiro lugar |       |  |
|  | 19 de agosto   | 19 de agosto |   | 20 de agosto   | 20 de agosto   |       |  |
|  | Brasil         | 3            |   | Estados Unidos | 3              |       |  |
|  | Estados Unidos | 1            |   |                | Argentina      | 2     |  |

Semifinais
| Data   | Hora |        | Placar |                | Set 1 | Set 2 | Set 3 | Set 4 | Set 5 | Total | Relatório |
| ------ | ---- | ------ | ------ | -------------- | ----- | ----- | ----- | ----- | ----- | ----- | --------- |
| 19 ago | desc | Cuba   | 3–1    | Argentina      | 25–22 | 25–19 | 23–25 | 25–21 |       | 98–87 | Resultado |
| 19 ago | desc | Brasil | 3–1    | Estados Unidos | 25–23 | 23–25 | 25–20 | 26–24 |       | 99–92 | Resultado |

Terceiro lugar
| Data   | Hora |                | Placar |           | Set 1 | Set 2 | Set 3 | Set 4 | Set 5 | Total  | Relatório |
| ------ | ---- | -------------- | ------ | --------- | ----- | ----- | ----- | ----- | ----- | ------ | --------- |
| 20 ago | desc | Estados Unidos | 3–2    | Argentina | 22–25 | 25–15 | 18–25 | 25–23 | 15–10 | 105–98 | Resultado |

Final
| Data   | Hora |      | Placar |        | Set 1 | Set 2 | Set 3 | Set 4 | Set 5 | Total  | Relatório |
| ------ | ---- | ---- | ------ | ------ | ----- | ----- | ----- | ----- | ----- | ------ | --------- |
| 20 ago | desc | Cuba | 3–1    | Brasil | 25–22 | 21–25 | 31–29 | 25–22 |       | 102–98 | Resultado |

## Classificação final
| Posição | Equipe         |
| ------- | -------------- |
|         | Cuba           |
|         | Brasil         |
|         | Argentina      |
| 4       | Estados Unidos |
| 5       | Canadá         |
| 6       | Venezuela      |